# 山本務
山本 務（やまもと つとむ、1890年（明治23年）11月28日 - 1953年（昭和28年）9月8日）は、日本の陸軍軍人。最終階級は陸軍中将。

## 経歴
大分県出身。1912年（明治45年）5月、陸軍士官学校（24期）を卒業。同年12月、砲兵少尉に任官し野砲兵第11連隊付となる。1920年（大正9年）11月、陸軍大学校（32期）を卒業した。
1932年（昭和7年）8月、砲兵中佐に昇進。1935年（昭和10年）12月、野砲兵第24連隊長に就任し、1936年（昭和11年）8月、砲兵大佐に進級した。1939年（昭和14年）3月、陸軍少将に昇進し関東軍兵器部長に転じた。同年11月、野戦重砲兵第3旅団長に就任し、1940年（昭和15年）9月、関東軍砲兵司令官に転じ、1941年（昭和16年）10月、陸軍中将に進んだ。
1942年（昭和17年）5月、第5師団長に親補され、太平洋戦争に出征。インドネシア、カイ諸島の守備を担当した。1944年（昭和19年）10月、参謀本部付となり、同年12月、予備役に編入された。
1945年（昭和20年）1月、召集を受けて留守第57師団長に就任。同年7月、第138師団長に就任して満州に赴任。撫順で終戦を迎えた。

## 栄典
- 1913年（大正2年）2月20日 - 正八位[7]